# 山村勝彦
山村 勝彦（やまむら かつひこ、1958年4月30日 - ）は、大阪府出身の元プロ野球選手（外野手）。右投げ右打ち。177cm、75kg。
ライオンズで8年、ホークスで8年、計16年在籍した山村善則は兄。

## 来歴
兄と同じく大鉄高校に進学。四番打者、中堅手として1976年夏の甲子園府予選決勝に進む。しかしPL学園の米村明、中村誠治（早大－日産自動車）の継投に抑えられ敗退、甲子園出場を逸する。高校同期に一番打者、遊撃手の山田勉、1年下に二番打者、一塁手の前田友行（阪神）がいた。
1976年度新人選手選択会議において、クラウンライターライオンズより6位指名を受け入団。3年目に球団が西武ライオンズとなり、埼玉県に移転した。3年間で一軍出場はなく、1980年は練習生として在籍、同年限りで引退した。支配下選手としての3年間は兄とともに在籍した。

## 詳細情報

### 年度別投手成績
- 一軍公式戦出場なし

### 背番号
- 51 （1977年 - 1980年）